# Скуби-Ду: Игрите на страха
„Скуби-Ду: Игрите на страха“ (на английски: Scooby-Doo! Spooky Games) е анимационен специален телевизионен филм от 2012 г., продуциран от „Уорнър Брос Анимейшън“. Той е базиран на „Скуби-Ду“ и е първият специален филм, който е издаден директно на DVD. Премиерата му е на 24 септември 2013 г.

## В България
В България филмът е излъчен за първи път на 24 януари 2014 г. по „Хоум Бокс Офис“, а през 2021 г., е излъчен по Картун Нетуърк, преведен е като „Скуби-Ду! Страшните игри“.

### Дублажи

#### Войсоувър дублаж
| Озвучаващи артисти | Цветослава Симеонова Мими Йорданова Стефан Стефанов Стоян Цветков Иван Петков |

#### Нахсинхронен дублаж
| Роля                      | Изпълнител       |
| ------------------------- | ---------------- |
| Скуби-Ду                  | Георги Спасов    |
| Шаги                      | Георги Стоянов   |
| Дафни                     | Златина Тасева   |
| Велма                     | Татяна Етимова   |
| Фред                      | Кирил Бояджиев   |
| Даян                      | Василка Сугарева |
| Стийв Лукър               | Здравко Димитров |
| Хигиенист 2               | Здравко Димитров |
| Джак Ригинс               | Николай Пърлев   |
| Сергей Плотников          | Николай Пърлев   |
| Глас зад кадър в стадиона | Петър Върбанов   |
| Хигиенист 1               | Петър Върбанов   |
| Фортиус                   | Петър Върбанов   |

| Обработка              | Александра Аудио |
| ---------------------- | ---------------- |
| Изпълнителен продуцент | Васил Новаков    |